# Armando Sosa Peña
Armando Sosa Peña (San Bartolomé de Tirajana, Província de Las Palmas, Canàries, 1 de març de 1989), conegut com a Mandi, és un futbolista espanyol que juga de migcampista.
Ha jugat entre d'altres a l'Elx CF de la Segona divisió.